# Amqui

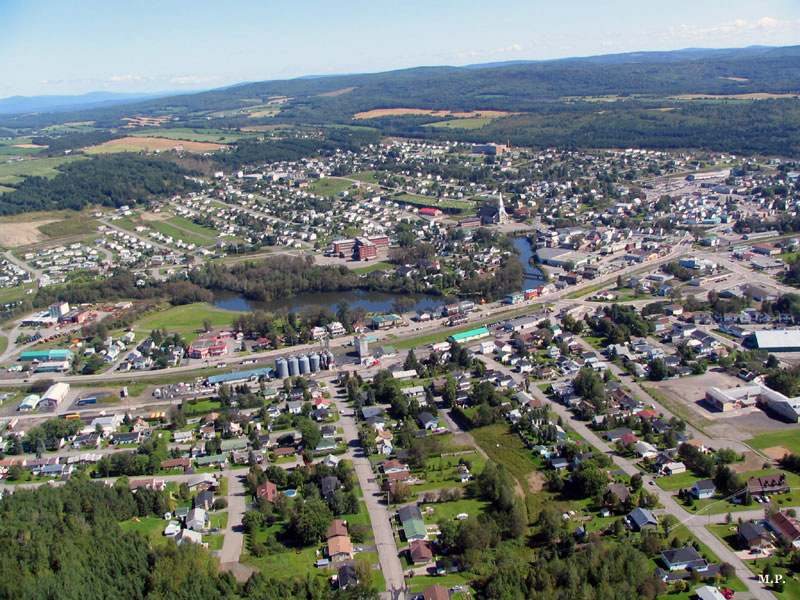
Amqui

Amqui é uma citade do Canadá, província de Quebec. Sua área é de 127,90 km², e sua população é de 6 395 habitantes (do censo nacional de 2006), e uma densidade populacional de 50 hab/km².